# Contamine-sur-Arve
Contamine-sur-Arve is een gemeente in het Franse departement Haute-Savoie (regio Auvergne-Rhône-Alpes). De plaats maakt deel uit van het arrondissement Bonneville. Contamine-sur-Arve Combloux telde op 1 januari 2022 2.374 inwoners.

## Geografie
De oppervlakte van Contamine-sur-Arve bedroeg op 1 januari 2022 6,92 vierkante kilometer; de bevolkingsdichtheid was toen 343,1 inwoners per km².

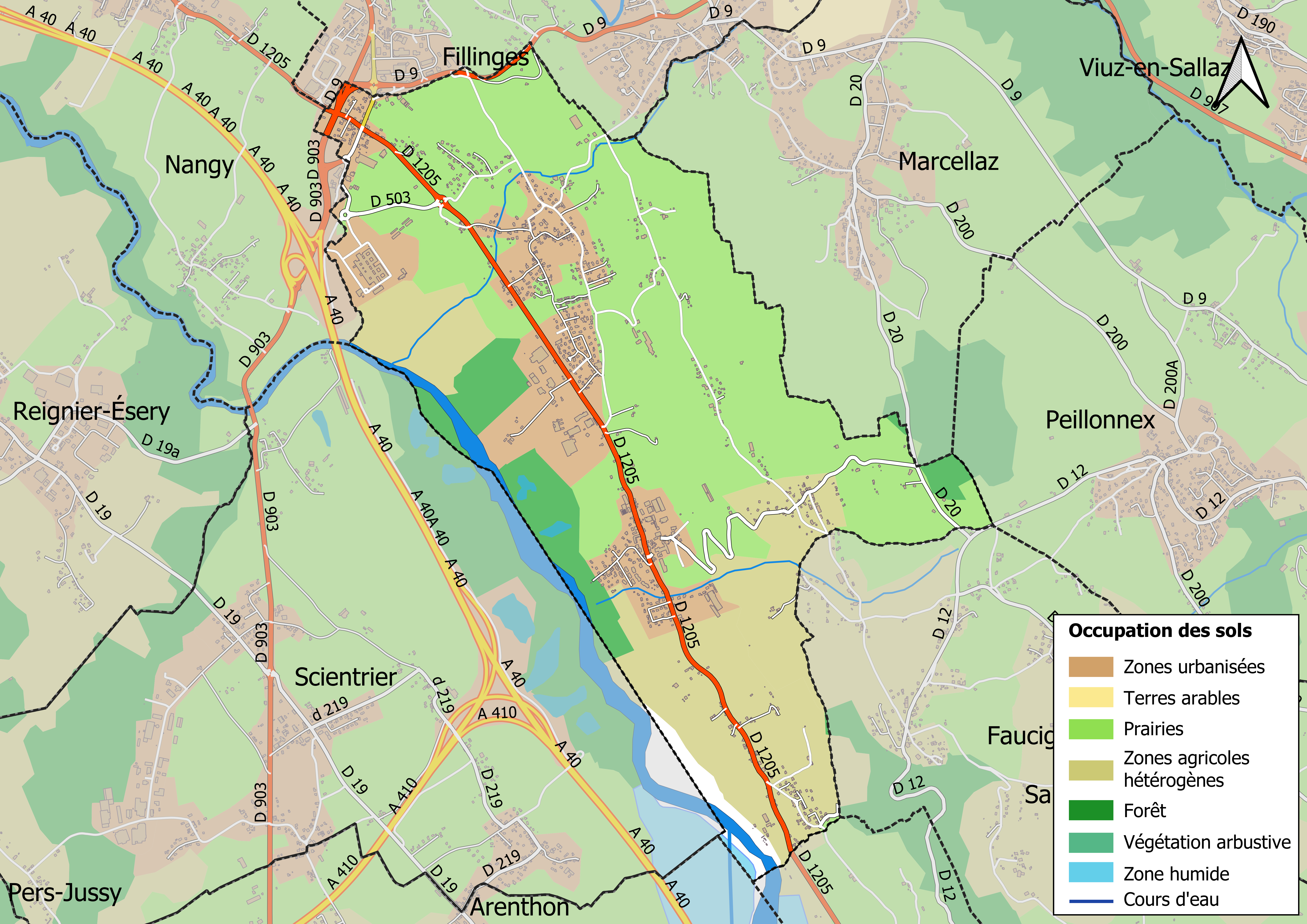
Kaart van de gemeente met de belangrijkste infrastructuur, bodemgebruik en omliggende gemeenten

## Demografie
Onderstaande figuur toont het verloop van het inwonertal (bron: INSEE-tellingen).